# 松永幸恵
松永 幸恵（まつなが ゆきえ、1986年3月26日 - ）は、プロフィギュアスケーターである。芸名、松永 幸貴恵（まつなが ゆきえ）。
妹は2010年ミス・ワールド日本代表の松永博子。

## 経歴
1986年3月26日福岡県に生まれる。4歳からスポガ久留米でフィギュアスケートを始める。。
2005年、ミス日本グランプリ決定コンテスト九州代表に選ばれる。この年、フィギュアスケート現役を引退。
2006年1月、東京都新宿区の京王プラザホテルにて開催された「第38回ミス日本グランプリ決定コンテスト」に出場。この年よりプリンスアイスワールドに所属。
2011年ミス・インターナショナル＆ミス・ワールド 日本代表代表選出大会 ファイナリスト。前年度には妹の松永博子がミス・ワールド日本代表となっている。
2018年、St Flair DNA栄養学スクール認定講師・DNAプランナーとなる。
2019年、ISUグランプリシリーズに出場する竹野比奈のコーチに就任。
同年にプリンスアイスワールドの女子キャプテンに就任。現在、スケートインストラクターとして教室ではなく選手育成の為各県をまわる。一般社団法人ミスコンM.B.B.協会代表理事。

### 人物・エピソード
- 2018年、プリンスアイスワールド横浜公演で自身が出演した演目、The Show Must Go Onにおける演技を元プロフィギュアスケーターの町田樹は「クールビューティーが炸裂している」と解説。これ以降ファンの間でクールビューティーの代名詞が定着する。
- 趣味はポールダンス。アイスショーの日程中はホテル暮らしになるが、ポールをホテルの部屋に持ち込むほどの入れ込み様（以上出典：[6]）。

## フィルモグラフィ

### 映画
- COACH コーチ 40歳のフィギュアスケーター （2010年、水田知恵役）

### テレビ
- 情報プレゼンター とくダネ!
- 24時間テレビ 「愛は地球を救う」（2016年8月27日、日本テレビ）
- 荒川静香 Friends+α#9松永幸恵（2019年12月26日、日本テレビ）

### CM
- 京都きもの友禅 CM（フィギュアスケートバージョン）
- CookpadLive! ハンバーグ編（2019年5月16日）、オムライス編（2019年10月15日）

### 配信・ウェブ
- 広大なる温泉宿 竹ふえ編（Amazon primeビデオ）